# 180 Garumna
A 180 Garumna a Naprendszer kisbolygóövében található aszteroida. Henri Joseph Anastase Perrotin fedezte fel 1878. január 29-én.